# Torvosaurus
Torvosaurus ("vildsint ödla") är ett släkte av köttätande theropoda dionsaurier som levde under tidsperioden jura i vad som idag är Colorado och Portugal. Släktet innehåller två arter, T. tanneri och T. gurneyi.
Typarten T. tanneri var ett stort och tungt byggt tvåbent rovdjur som kunde bli ungefär 10 meter långt. T. tanneri var därav bland de största rovdjuren vid sin tid, tillsammans med andra theropoder såsom Epanterias, Saurophaganax och Allosaurus. Den andra arten, T. gurneyi, sades först vara ännu större, ungefär 11 meter lång, men visades senare vara mindre. Torvosaurus tros ha haft relativt korta men kraftfulla armar.

## Beskrivning

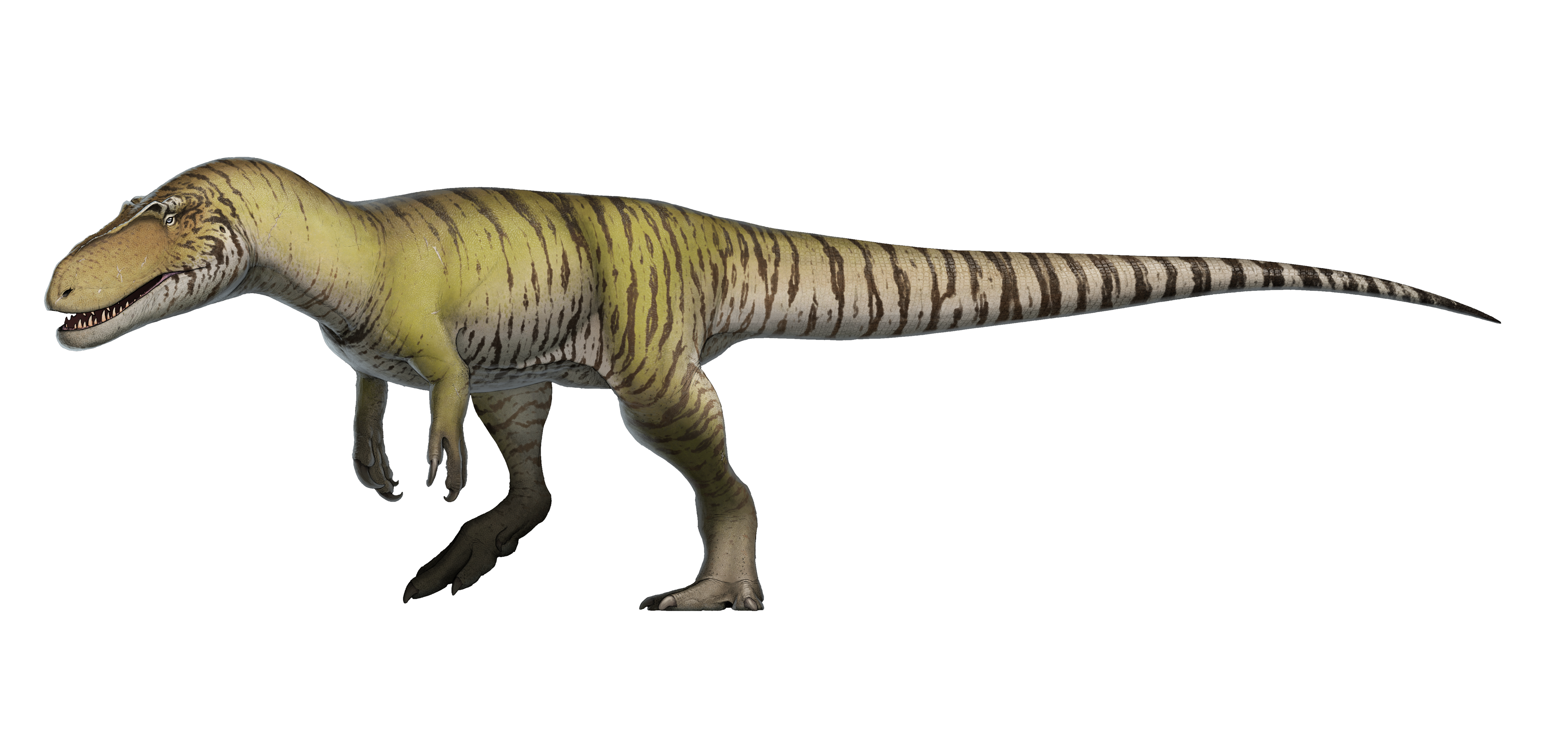
Rekonstruktion av Torvosaurus tanneri.

Liksom alla andra theropoder var Torvosaurus en tvåbent tågångare och liksom alla stora köttätande dinosaurier en mycket stor skalle (cirka 1.6 meter lång) med kraftiga tänder. Bakbenen var mycket kraftiga och hade tre tår. Frambenen var robusta, med tre vassa klor vardera.
Torvosaurus var ett väldigt stort rovdjur med en längd på 10 meter och en beräknad vikt på mellan 3.6 och 4.5 ton för både T. tanneri och T. gurneyi, vilket gör Torvosaurus till ett av juraperiodens största rovdjur. 
Bland de drag som särskiljer T. tanneri och T. gurneyi är att T. tanneris överkäke hade mer än 11 tänder och den hos T. gurneyi har färre.